# آزمون کلینگ
آزمون کلینگ(به انگلیسی: Kelling's test) یک آزمون شیمیایی برای تشخیص وجود اسید لاکتیک در شیره معده است. 

## روش آزمون
دو قطره آهن(III) کلرید  به لوله آزمایش حاوی آب مقطر اضافه می‌شود که بعد از مخلوط کردن به دو قسمت تقسیم می‌شود. یک میلی لیتر شیره معده در یک لوله آزمایش و همان حجم آب مقطر در لوله آزمایش دیگر اضافه می‌شود، که به عنوان نمونه کنترلی عمل می‌کند. لوله آزمایش با شیره معده در صورت وجود اسید لاکتیک به دلیل تشکیل فریک لاکتات، زرد رنگ می‌شود.